# Artabuynk
Artabuynk (in armeno Արտաբույնք?) è un comune di 1 135 abitanti (2008) della Provincia di Vayots Dzor in Armenia.